# Heidetraum (Rose)

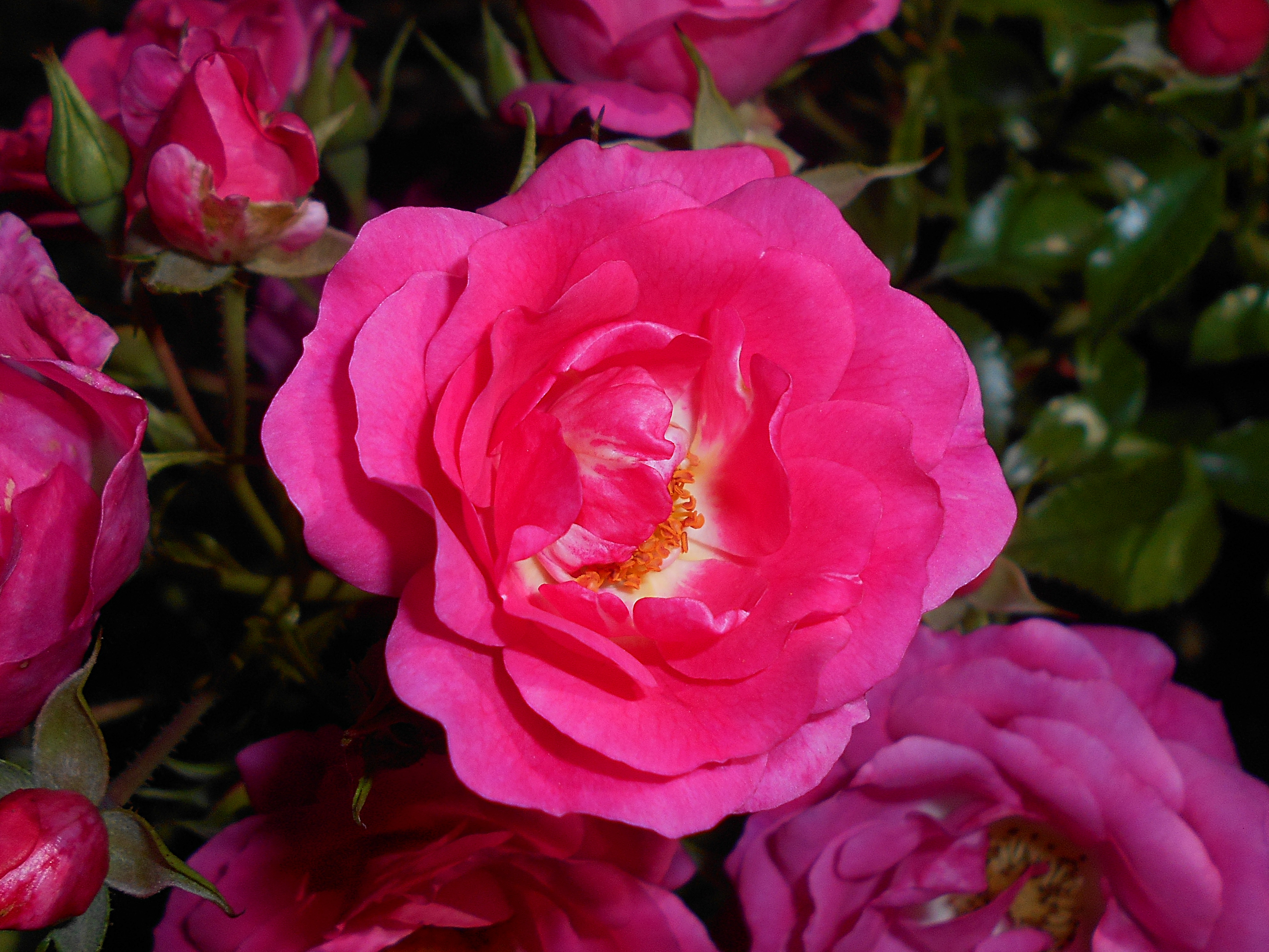
Rosa 'Heidetraum'

Die Kleinstrauchrose Heidetraum, syn. 'NOATraum' wurde vom Züchter Werner Noack 1989 als Kreuzung aus 'Immensee' × 'Amanda' eingeführt. Sie wird im englischsprachigen Raum auch als 'Flower Carpet' vermarktet. 'Heidetraum' ist eine dauerblühende, kompakte und robuste Rosensorte, die als kleine Kletter-Rose, als Bodendecker, auf Hochstamm veredelt oder als Kleinstrauch in einer Rabatte verwendet werden kann.
'Heidetraum' wurde 2022 zur Weltrose gekürt.

## Eigenschaften
Ihre Blüten stehen in Dolden bis zu 20 und entwickeln sich aus roten Knospen, die karminrot bis rosa aufblühen. Die Blüten sind locker gefüllt und verblassen lilarosa. Die glänzenden dunkelgrünen Blätter der Rose sind ein Erbe der Rosa wichuraiana; sie sind resistent gegen Mehltau, Rosenrost, Sternrußtau. „Mit der Gesundheit dieser Rose hat der Züchter Noack Rosengeschichte geschrieben.“
1997 brachte Noack den helleren Sport 'Sommermelodie' auf den Markt, der bis auf die Blütenfarbe die gleichen Sorteneigenschaften aufweist.

## Auszeichnungen
- L’Hay, GM 1988
- ADR-Rose 1990
- Boskoop GM 1990
- Den Haag GM 1990
- Dortmund GM 1991
- Glasgow 1993
- Weltrose 2022